# Harley Quinn

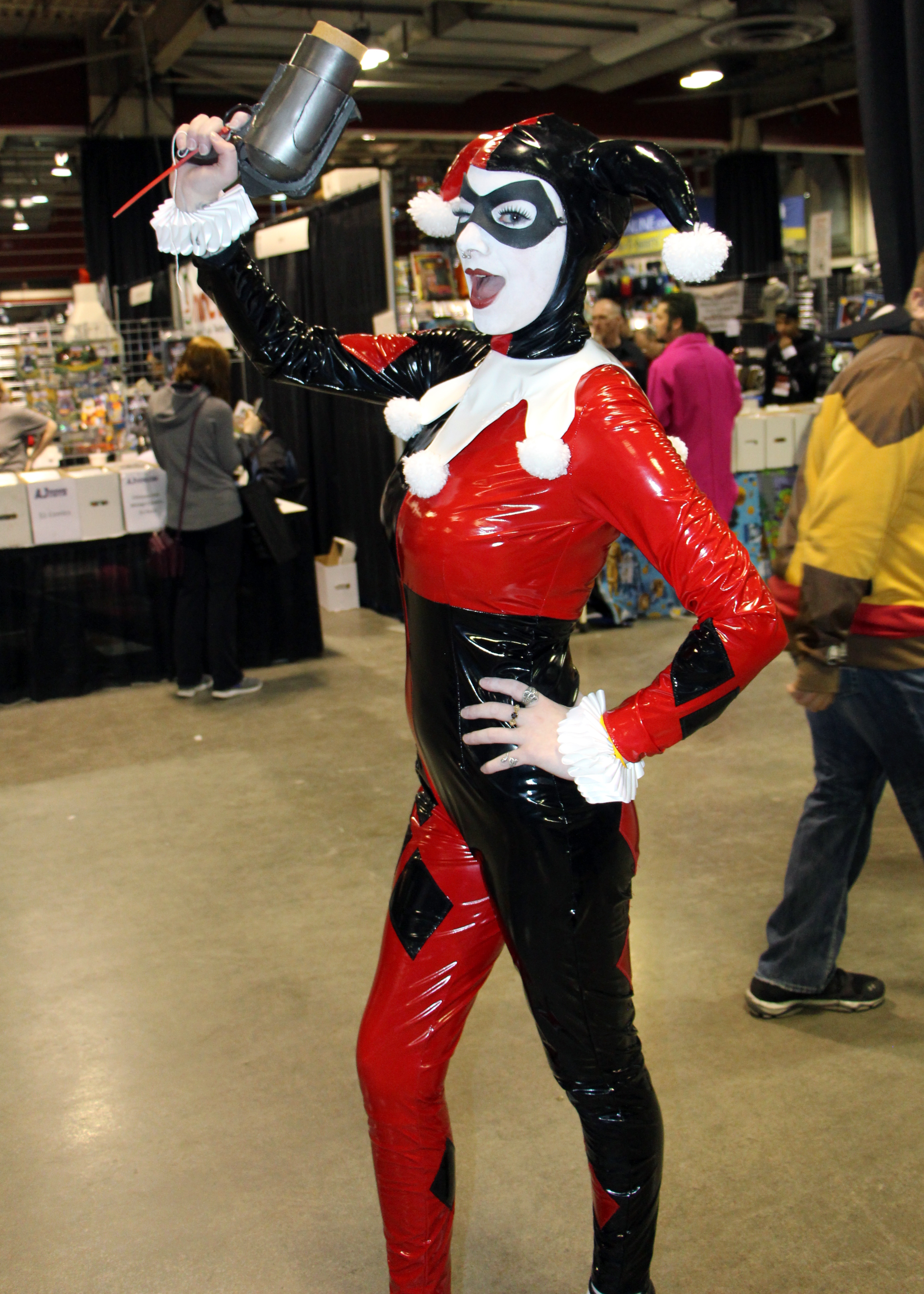
Harley-Quinn-Cosplay, im ursprünglichen Harlekinkostüm

Harley Quinn (Dr. Harleen Frances Quinzel) ist der Name einer Comicfigur des US-amerikanischen Verlags DC Comics. Ihren ersten Auftritt hatte sie am 11. September 1992 in der Zeichentrickserie Batman: The Animated Series. Geschaffen wurde sie von Paul Dini und Bruce Timm, welche maßgeblich an Batman: The Animated Series beteiligt waren.
Der Name Harley Quinn ist ein Wortspiel, entstanden durch ihren richtigen Namen, und spielt auf das englische Wort Harlequin für den Harlekin an. Ihre Kleidung ist entsprechend ihrem Namen dem traditionellen Kostüm eines Harlekins oder eines mittelalterlichen Hofnarren nachempfunden. Sich selbst bezeichnet Harley gelegentlich als Cupid of Crime (zu Deutsch etwa „Amor des Verbrechens“).

## Entstehung
Harley Quinn ist eine der wenigen Batman-Figuren, die zuerst für die Batman-Zeichentrickserie geschaffen wurden und erst nachträglich in die Batman-Comics übernommen wurden.

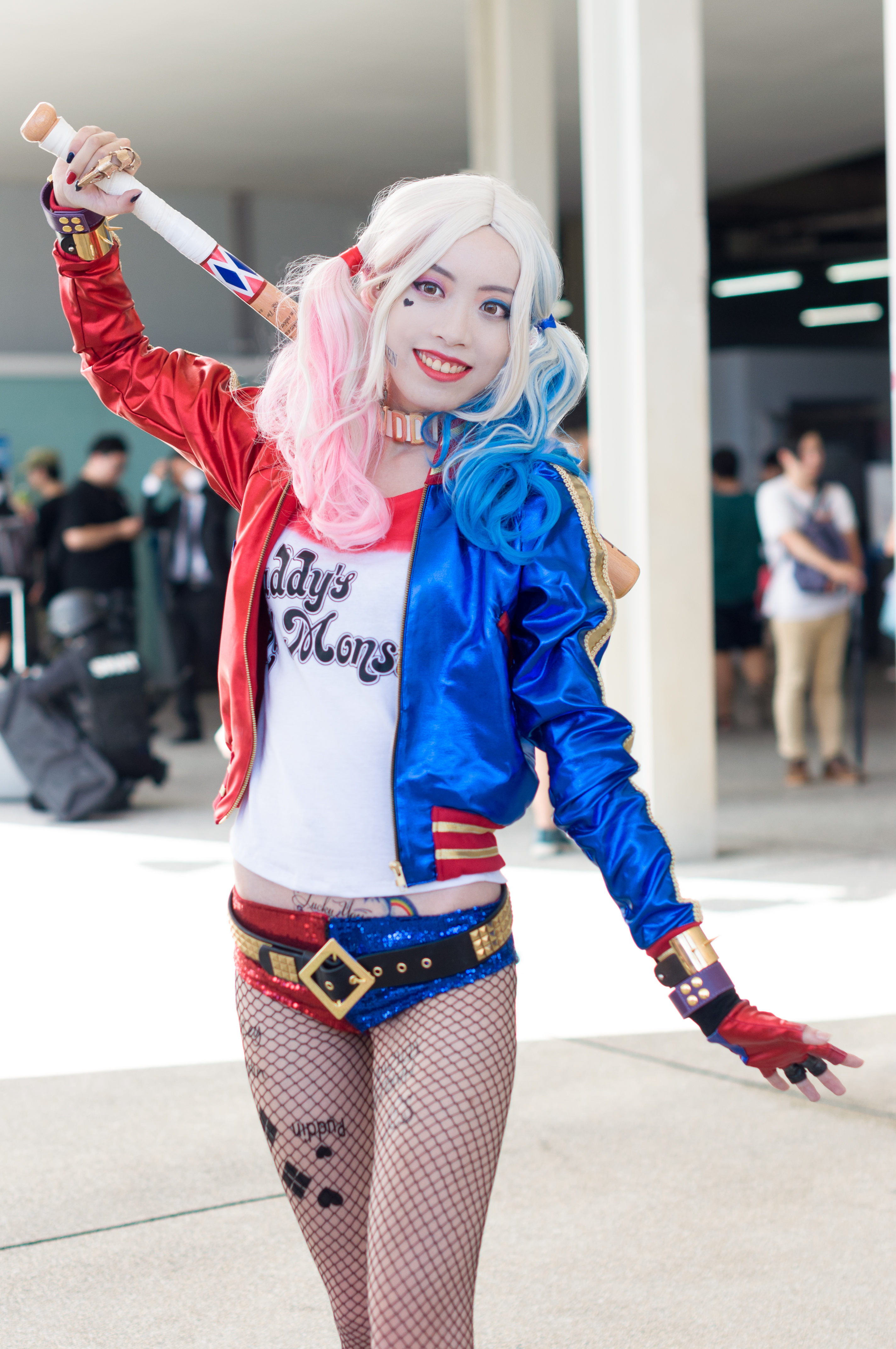
Harley Quinn-Cosplay, Suicide Squad-Version

Die Figur trat erstmals in der Episode # 22 (Joker’s Favor) der Batman-Zeichentrickserie von Paul Dini und Bruce Timm auf, die in den USA erstmals am 11. September 1992 ausgestrahlt wurde. Es folgten mehrere Auftritte in Elseworldstorys wie Batman Thrillkillers 62 (1997) oder Batman of the Future – Der Joker kommt zurück, ehe Harley Quinn erstmals 1994 in einem DC-Comic auftrat (The Batman Adventures: Mad Love).

## Comics und Publikationsgeschichte
Die Graphic Novel Mad Love (1994) erzählte erstmals die Herkunftsgeschichte von Harley Quinn innerhalb der Kontinuität der Batman-Zeichentrickserie und integrierte sie so in den offiziellen DC-Kanon. Die Geschichte (von Dini und Timm umgesetzt) erfuhr regen Zuspruch und erhielt einen Eisner- und einen Harvey-Award für Best Single Issue Comic of the Year. Der Comic wurde zudem 1999 in einer gleichnamigen Episode der Zeichentrickserie The New Batman Adventures filmisch umgesetzt.
Durch den 1999 erschienenen Comic-Band Batman: Harley Quinn von Paul Dini wurde die Figur vollständig in das DC-Universum übernommen. 2000 veröffentlichte Karl Kessel die gleichnamige Comicserie Batman: Harley Quinn mit insgesamt 38 Bänden über vier Jahre hinweg. In der Tradition der Serie Batman: Animated Series konzentrierte sich die Reihe vollständig auf Harley als Titelheldin und folgte ihr über zahlreiche Abenteuer hinweg, in denen auch andere Batman-Bösewichte und DC-Figuren ihren Auftritt hatten, z. B. Superman oder Bizarro.
2009 veröffentlichte DC die Comicreihe Gotham City Sirens (von Paul Dini und Peter Calloway), in der sich die drei Batman-Schurkinnen Harley Quinn, Catwoman und Poison Ivy zu einem Team zusammenschließen, um einander zu beschützen. Die Reihe trug zu einer tieferen Charakterisierung von Harley Quinn bei und zeigt sie als eine loyale Partnerin jenseits ihrer Beziehung zum Joker.

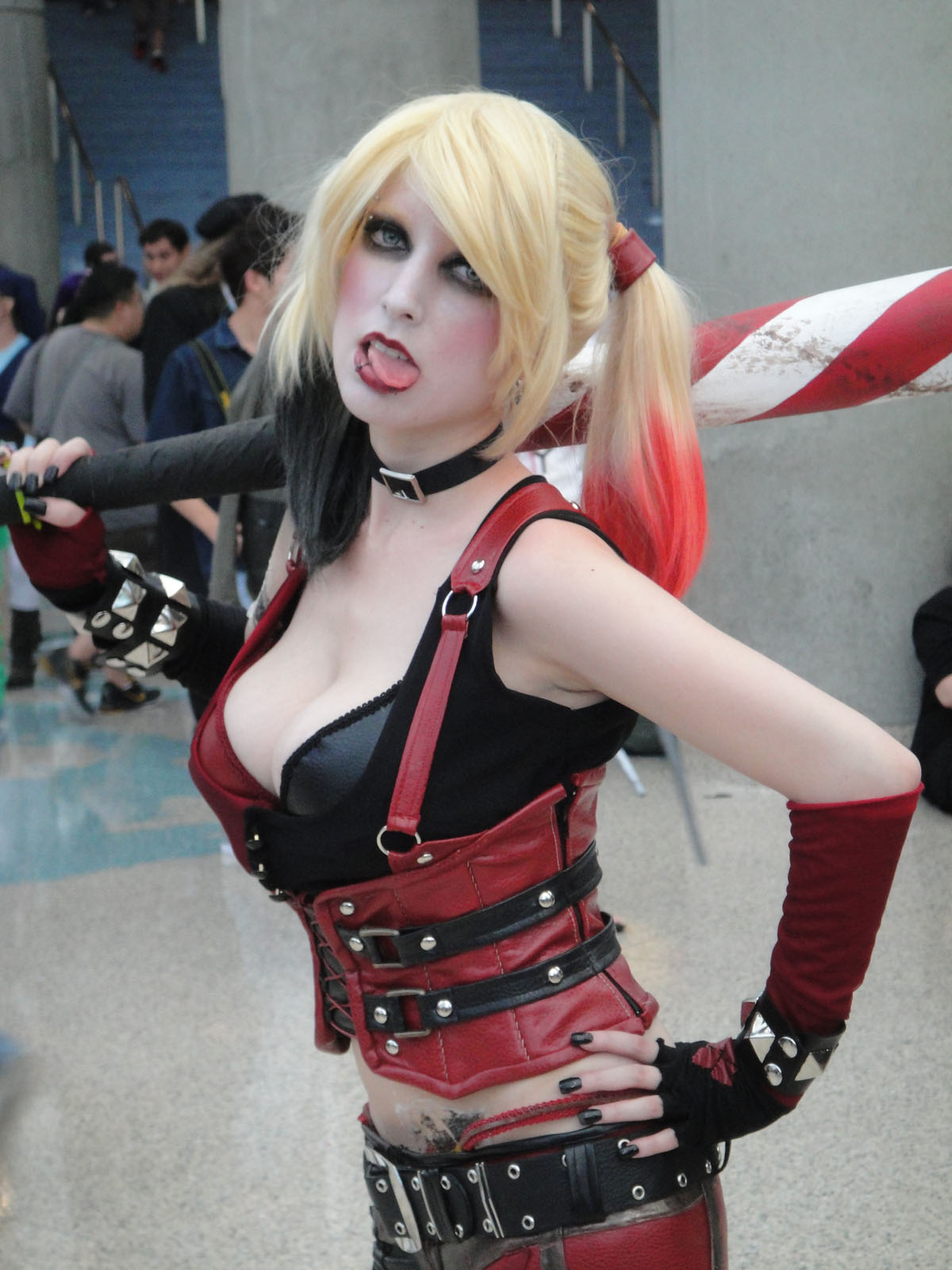
Harley-Quinn-Cosplay, moderne Comicversion

Im Rahmen des The New 52 Reboot, bei dem DC fundamentale Änderungen zu 52 ihrer Comicserien ankündigte, wurde auch Harley Quinn optisch umgestaltet. Anstelle ihres clownesken Outfits trägt sie in den „Suicide Squad“-Comics (2011) zweifarbene Zöpfe und, ähnlich dem Joker, ein weißgeschminktes Gesicht. Die Darstellung in einem unpraktikabel wirkenden Korsett mit Shorts erregte Diskussionen über die Sexualisierung der Figur im Sinne eines „male gaze“. Auch charakterlich veränderte sich Harley Quinn hin zu einer bösartigeren Version ihrer selbst. Auch ihre Hintergrundgeschichte erfuhr einige Veränderungen. In The Hunt for Harley Quinn von Adam Glass verhilft Harley dem Joker zwar ebenfalls zur Flucht aus dem Arkham Asylum, doch statt freiwillig seiner Seite beizutreten, stürzt der Joker sie in ein Fass mit ACE-Chemikalien und führt sie damit demselben Schicksal zu, das ihm widerfahren ist. Harley ist wilder, verrückter und damit der ideale „irre Sidekick“, der auch optisch stark an den Joker erinnert.
Ab 2013 erschien die neue Fassung der Harley Quinn Comics, die zunächst mit einer Kontroverse Bekanntheit erlangte. Im Rahmen eines Talentwettbewerbs forderte DC Künstler auf, Harley Quinn in einer bizarren Selbstmordszene zu zeichnen, u. a. im Mund eines Wals stehend oder nackt in einer Badewanne, umringt von elektrischen Geräten. Mehrere Organisationen, unter anderem die American Psychiatric Association und die American Foundation for Suicide Prevention, kritisierten die Aktion und die damit verbundene Sexualisierung von Suizid scharf, und Fans riefen zum Boykott von DC-Merchandise auf. DC Comics veröffentlichte daraufhin eine Entschuldigung. Die Serie zeigte zudem intime Interaktionen zwischen Harley Quinn und Poison Ivy, u. a. einen zärtlichen Kuss auf die Wange; ihre romantische Beziehung wurde allerdings erst 2015 von DC in einem Tweet bestätigt.
Im 2019 veröffentlichten Comic Batman: Curse of The White Knight tritt Harley wieder als Harleen Quinzel auf, die den Joker verlassen hat und ein Kind von ihm erwartet. Im Herbst 2019 erschien zudem der erste Band der Reihe Harleen unter dem DC Black Label, in der Stjepan Šejić die Herkunftsgeschichte von Harley Quinn neu interpretiert. Ein weiterer Black Label Comic, der im selben Jahr veröffentlicht wurde, war Joker/Harley: Criminal Sanity, in dem Harley als Profilerin und forensische Psychiaterin für das GCPD arbeitet und einen Serienkiller mit dem Namen Joker jagt.

## Charakterisierung

### Kräfte und Fähigkeiten
Für eine Comicfigur typisch verfügt Harley Quinn über ungewöhnliche Kräfte und Fähigkeiten. Sie besitzt eine übermenschliche Agilität und Stärke sowie eine eigentümliche Immunität gegen Gifte jeder Art durch ein Mittel, das ihr von Poison Ivy gegeben wurde. Ihre Lieblingswaffe ist ein riesiger Hammer.
Im Film Suicide Squad als auch in dem Spiel Batman: Arkham Knight von Rocksteady nutzt Harley hauptsächlich einen Baseballschläger als Waffe. In der animierten Serie Batman: The Animated Series nutzt sie eine Kanone, dessen Elemente sich auch in Arkham Knight wiederfinden.

### Biografie
Harleen Quinzel war eine ehrgeizige und hochintelligente, aber auch leichtsinnige junge Assistenzärztin in der Psychiatrie. Nach der Highschool studierte sie Medizin. Aufgrund ihrer hervorragenden Abschlussarbeit erhielt sie eine Stelle als Therapeutin im Arkham Asylum.
Dort war sie besonders vom Joker, dem prominentesten Insassen der Anstalt, fasziniert, dessen bizarrem Charme sie schließlich erlag, so dass sie ihm in einer Form romantischer Obsession verfiel. Dieser wandelte auch den Namen Harleen Quinzel – seinem Leitmotiv Humor folgend – in „Harley Quinn“ um. Aus Faszination für den Joker verhalf sie ihm unter Ausnutzung ihrer Stellung als Ärztin mehrere Male zur Flucht aus Arkham. Schließlich kamen ihre Vorgesetzten ihr auf die Spur, entzogen ihr die Approbation und wiesen sie selbst in Arkham ein. Nach dem Erdbeben von Gotham City gelang es ihr, aus der schwer beschädigten und von allen Angestellten verlassenen Anstalt in die Stadt zu entkommen, wo sie schließlich den Joker wiedertraf.
Nach einer kurzen Affäre mit dem Joker lockte dieser sie in eine vermeintliche Todesfalle (eine Jahrmarkt-Rakete, die tatsächlich zu einem fatalen Flug in den Himmel abhob) – da er es nicht zulassen könne, durch eine Frau von seiner Arbeit abgehalten zu werden. Harley überlebte den Anschlag des Jokers jedoch und wurde im Robinson Park von Poison Ivy geborgen. Diese päppelte Harley wieder auf, indem sie ihr ein Serum verabreichte, das ihr übermenschliche Kräfte verlieh. Danach schmiedeten beide gemeinsam Rachepläne gegen Batman und den Joker.

### Beziehung zum Joker
Harley Quinns Zuneigung zum Joker ist eine Form von Hybristophilie. Ihr Verhältnis ist durch Gewalt und Missbrauch gekennzeichnet: Der Joker züchtigt Harley regelmäßig, schlägt sie und versucht sogar mehrfach, sie umzubringen. Trotz des ursprünglich humoristischen Charakters der Figur wird Harley durch den Missbrauch durch den Joker definiert. Laut Comic-Autor Bruce Timm war der Joker nie darauf angelegt, eine Freundin zu haben, da ihn eine Beziehung zu sehr „vermenschlichen“ würde, statt seine gruseligen und gefährlichen Aspekte herauszuheben. Erst durch den Batman-Comic Mad Love wurde die Beziehung zwischen Joker und Harley mitsamt ihrer Vorgeschichte in den offiziellen DC-Kanon aufgenommen. Harley Quinn bezeichnet ihren Geliebten in allen Variationen des Stoffes verniedlichend als „Puddin’“  oder „Mr. J“.
Harleys emotionale Bindung an den Joker kann am besten als romantische Obsession beschrieben werden, die Joker nie im selben Ausmaß teilt. Obwohl er sie immer wieder misshandelt und ihr oder ihrer besten Freundin Poison Ivy (die sie Red nennt) Gewalt antut, vergibt ihm Harley stets aufs Neue und kehrt in seine Arme zurück. Seit der Harley-Quinn-Serie von Amanda Conner und Jimmy Palmiotti (2013) distanziert sich Harley dagegen erfolgreich von ihrem gewalttätigen Ex und übernimmt die Rolle einer geläuterten Schurkin, die versucht, sich selbst und ihre Freunde zu retten. Nachdem die Beziehung zwischen Harley Quinn und Poison Ivy über zwei Jahrzehnte hinweg nur von queerem Subtext geprägt war, etablierte die Serie endgültig eine romantische Beziehung der beiden Frauen.

## Harley Quinn in anderen Medien
Trotz ihrer vergleichsweise jungen Geschichte als Figur des DC-Universums hat Harley Quinn die Popkultur einschneidend geprägt. Sie gilt als eine der einflussreichsten Comicfiguren des DC-Universums.

### Film
In dem im August 2016 erschienenen Film Suicide Squad ist Harley Quinn vertreten. Im darauf folgenden DC-Kinofilm Birds of Prey: The Emancipation of Harley Quinn stellt sie die namensgebende Titelheldin dar. 2021 gehörte sie zum Ensemble in The Suicide Squad. In den drei Produktionen wird sie von Margot Robbie gespielt.
In der Horrorkomödie Hubie Halloween von 2020 tragen einige weibliche Personen das Harley-Quinn-Kostüm aus dem Actionfilm Suicide Squad zum Halloween-Fest.
Im Film Joker: Folie à Deux von 2024 wird die Figur von Lady Gaga dargestellt.

### Zeichentrick
In der Zeichentrickserie Batman: The Animated Series debütierte Harley Quinn in Folge 22, Das große Zittern (Originaltitel: Joker’s Favor), in der sie von Arleen Sorkin synchronisiert wurde. Hier fungierte Harley als humoristisches Plot-Element: die ewige Freundin des irren Jokers, die nach ihm verrückt ist, der von ihr aber nichts wissen möchte. Auffälligstes Kennzeichen der Beziehung der beiden ist die nahezu voluntaristische Ignoranz, mit der die dem Joker bedingungslos ergebene Harley diesen liebt, ohne seinen wahren, monströsen Charakter zu beachten.
Nach einem der zahlreichen Zerwürfnisse von Harley und dem Joker traf sie in der Serie, anders als in den Comics, bei einem Museumsraub statt nach einem Anschlag des Jokers auf ihr Leben, auf Poison Ivy, eine andere Kriminelle aus Gotham, und freundete sich mit dieser zunächst lose an (Episode Harley and Ivy). Obwohl Ivy Harleys sprunghaftes und übermäßig temperamentvolles Naturel als durchaus nervtötend empfindet, sind beide einander in enger Freundschaft verbunden. Ivy, eine brillante Botanikerin, verabreichte Harley ein von ihr entwickeltes Serum, das Harley beinahe übermenschliche Kräfte verlieh: sie war stärker und widerstandsfähiger, schneller und beweglicher als normale Menschen und besaß zudem ein resistenteres Immunsystem. Diese Beziehung wies leichte lesbische Untertöne auf, die andeutungsweise in den Comics Batgirl Adventures #1 (Februar 1998) und Harley and Ivy (Miniserie Mai – Juni 2004) bestätigt wurden.
Ivy und Harley waren in der Serie fortan gelegentliche partners in crime, und Ivy übernahm die Rolle einer großen Schwester Harley Quinns, der sie regelmäßig zu vermitteln versuchte, wie unwürdig der Joker Harleys Liebe doch sei und dass sie sich nicht als sein Fußabtreter behandeln lassen sollte.
In den Serien Justice League (Folge: Wild Cards) und Static Shock (Folge: Hard as Nails) sowie in dem Web-Cartoon Gotham Girls hatte Harley Quinn weitere Auftritte.
In dem Zeichentrickfilm Batman of the Future – Der Joker kommt zurück (2000), der in einer Zukunftswelt spielt, in der Bruce Wayne den Batman-Mantel an einen Nachfolger übergeben hat und ein alter Mann ist, stellte sich schließlich heraus, dass Quinn ihren vermeintlichen Tod in einer späteren Folge der Zeichentrickserie überlebt hatte, um danach eine Familie zu gründen. Ihre Enkeltöchter Delia und Deidre Dennis schließen sich in der Serie ironischerweise und zum Leidwesen Quinns einer Bande namens The Jokerz an, um dem neuen Batman das Leben schwer zu machen.
In dem Zeichentrickfilm Batman und Harley Quinn (2017) arbeitet sie mit Batman zusammen, um Poison Ivy zu stoppen.
In der Zeichentrickserie The Batman (2004) tritt Harley in altbekannter Form auf und wird von Hynden Walch synchronisiert. 2005 fabrizierte Mattel eine Harley-Quinn-Barbie-Puppe.
Mit Harley Quinn wurde ab November 2019 eine eigene Zeichentrickserie mit Harley Quinn als Protagonistin veröffentlicht.
In der 2024 zuerst auf Amazon Prime Video veröffentlichten Zeichentrickserie Batman: Caped Crusader wird Harley Quinn in Staffel 1, Folge 5 („Im Laufstall des Wahnsinns“), als dralle, lesbische Asiatin neu interpretiert (Kuss-Szene mit Barbara Gordon, die von Harley Quinn „Barbie“ genannt wird). Die Folge rückt ihre Arbeit als Psychotherapeutin im Arkham Asylum in den Mittelpunkt. Die Figur handelt überlegter, intelligenter und weniger „durchgeknallt“ als früher, wirkt dafür aber umso perfider. Ihr Harlekin-Kostüm wurde deutlich verändert: die klassische Farbgebung Rot-Schwarz wurde durch Gelb-Schwarz ersetzt, die Narrenkappe hat jetzt drei statt zwei Zipfel und die Halskrause wurde stark vergrößert.

### Videospiel
Harley Quinn trat in den Videospielen The Adventures of Batman & Robin für das SNES und das Sega Genesis sowie Sega CD und in Batman: Chaos in Gotham auf. Neuerdings kann man sie auch in „DC Universe Online“ antreffen. In Batman Vengeance für PlayStation 2, GameCube, Xbox und Windows hatte sie eine Nebenrolle. Synchronisiert wurde sie bei allen Spielen wie in der Zeichentrickserie von Arleen Sorkin. In Lego Batman: Das Videospiel war sie ebenfalls als Charakter vertreten.
In den Elseworld-Spielen Batman: Arkham Asylum und Batman: Arkham City, an deren maßgebliche Storys Harley Quinns Erfinder Paul Dini beteiligt ist, tritt sie, wie für Elseworld-Storys üblich, in neuer Form mit einer geringfügig abgeänderten Hintergrundstory auf. Ebenfalls trägt sie ein neues Kostüm in Form einer Krankenschwester (Batman: Arkham Asylum) und in der Fortsetzung ein eher von Grunge und Punk beeinflusstes Kostüm mit Lederhose und Corsage. In beiden Fällen wird auf die Narrenkappe verzichtet. Stattdessen trägt sie Zöpfe, welche teilweise in Schwarz und Rot gefärbt sind und behält ihre schwarz-weiße Gesichtsmaskierung. Im DLC Harley Quinn's Revenge, das zu Batman: Arkham Asylum erschien, tritt sie zwar nicht als spielbare Figur in Erscheinung, aber als mächtige Gegenspielerin.
Im 2014 erscheinenden Multiplayer Online Battle Arena Infinite Crisis vom Entwicklerstudio turbine, ist Harley Quinn Teil des Charakterensembles. In diesem Spiel sollen, neben der üblichen Harley Quinn, auch noch verschiedene Versionen von ihr, aus unterschiedlichen Paralleluniversen, vorkommen.
Harley Quinn trat ebenfalls in dem Videospiel Batman: Arkham Knight (Rocksteady Studios) aus dem Jahr 2015 auf.
In den Videospielen Injustice: Gods Among Us und Injustice 2, ist sie eine spielbare Figur. Hier wird auch eine gemeinsame Tochter mit dem Joker thematisiert, Lucy Quinzel. Diese ist jedoch nicht Teil des offiziellen DC-Universums.

### Realserie
In der Fernsehserie Birds of Prey von 2002 trat Harley Quinn als eine Hauptschurkin auf. In dem niemals ausgestrahlten Pilotfilm der Serie wurde sie von Sherilyn Fenn gespielt, in der Serie selbst von Mia Sara.